# ハンブルク中央駅
ハンブルク中央駅 (ハンブルクちゅうおうえき、Hamburg Hauptbahnhof) は、ドイツ・ハンブルクの中心となる駅。一日の平均利用者数は約55万人でドイツ最大である。

## 概要
かつて、ハンブルクには4つのターミナル駅があったが、これらを統合して中央駅を建設する計画が浮上した。1900年に公募で駅舎デザインが決定されて設計と建設が始められ、1906年に開業した。駅舎はルネサンス・リバイバル様式の建物で2つの時計塔を備えている。通過式のプラットフォームは地面を掘り下げて構築され、大屋根で覆われている。駅舎は第二次世界大戦で激しい損傷を受けたが、戦後に復興された。
地下鉄 (U-Bahn) 、Sバーン (S-Bahn) 、遠距離列車ともに停車する。地下鉄のみ地下に駅がある。ICEの停車駅で、ベルリン（ベルリン-ハンブルク線、最速1時間42分）をはじめ、ライプツィヒ（3時間半）、フランクフルト・アム・マイン（4時間）、ドレスデン（4時間半）、シュトゥットガルト（5時間半）、ミュンヘン（6時間）などと結ばれている。近隣のアルトナに車庫があるため、ハンブルク中央駅でなくハンブルク＝アルトナ駅を始発駅（終着駅）とする路線が多い。
国際列車（一部は寝台列車）も発着しており、チェコのプラハ（7時間）、オーストリアのウィーン（12時間）、ハンガリーのブダペスト（14時間）、ポーランドのクラクフ（12時間半）、スイスのチューリッヒ（7時間半）、クール（12時間）などと結ばれている。北欧方面とも、デンマークのオーフス（5時間）、コペンハーゲン（4時間半）などと結ばれている。
IATA空港コード「ZMB」が割り振られている。

## ギャラリー

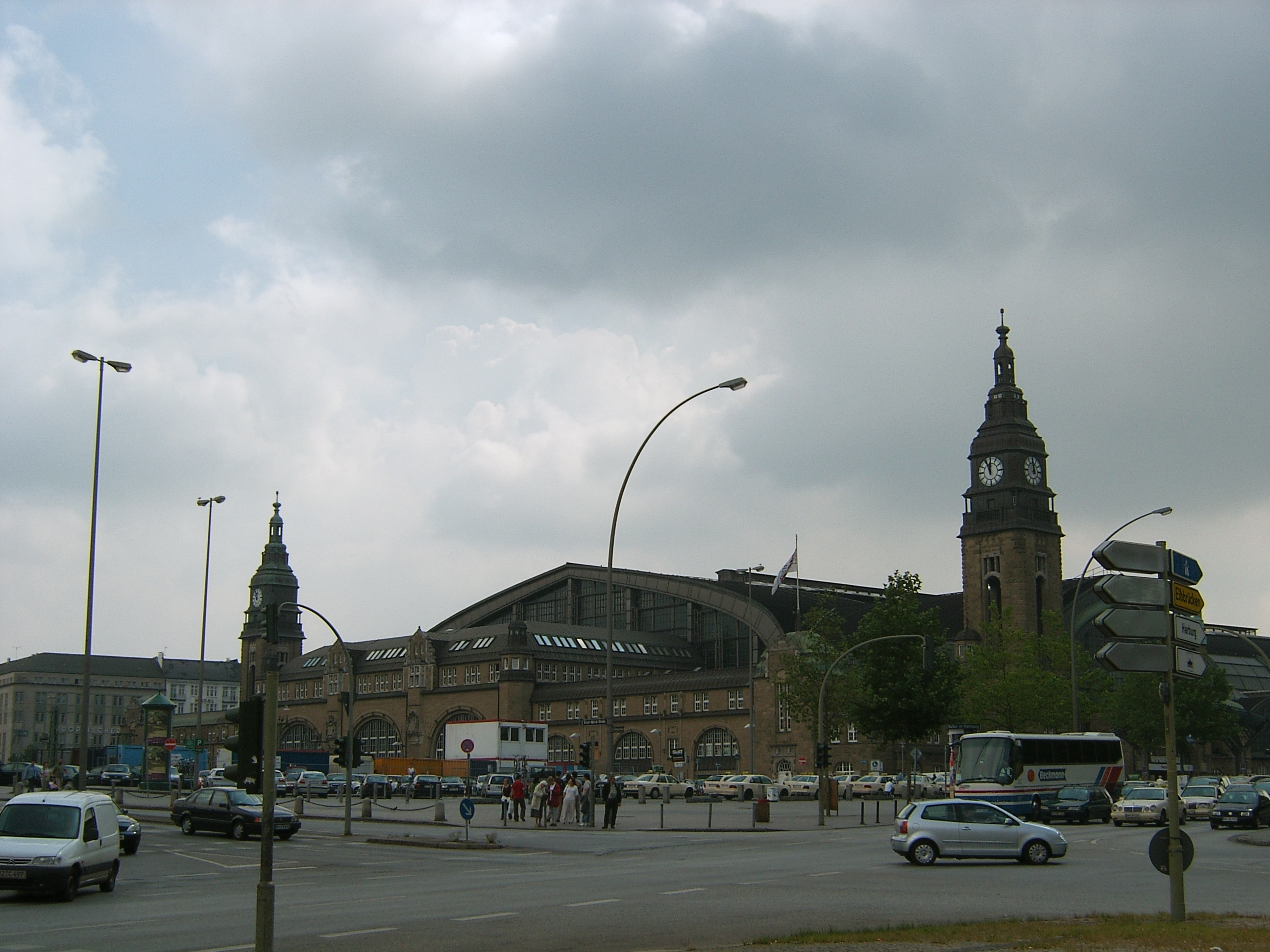
駅舎正面
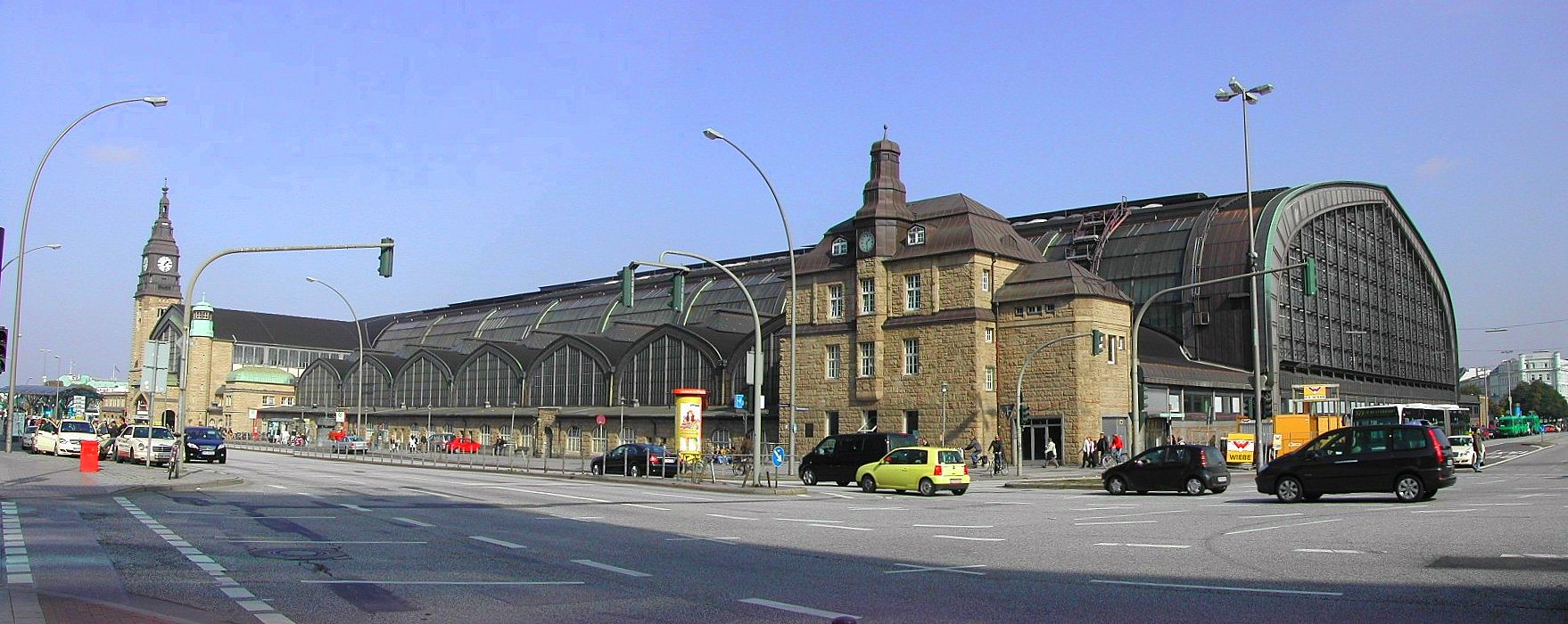
駅舎側面
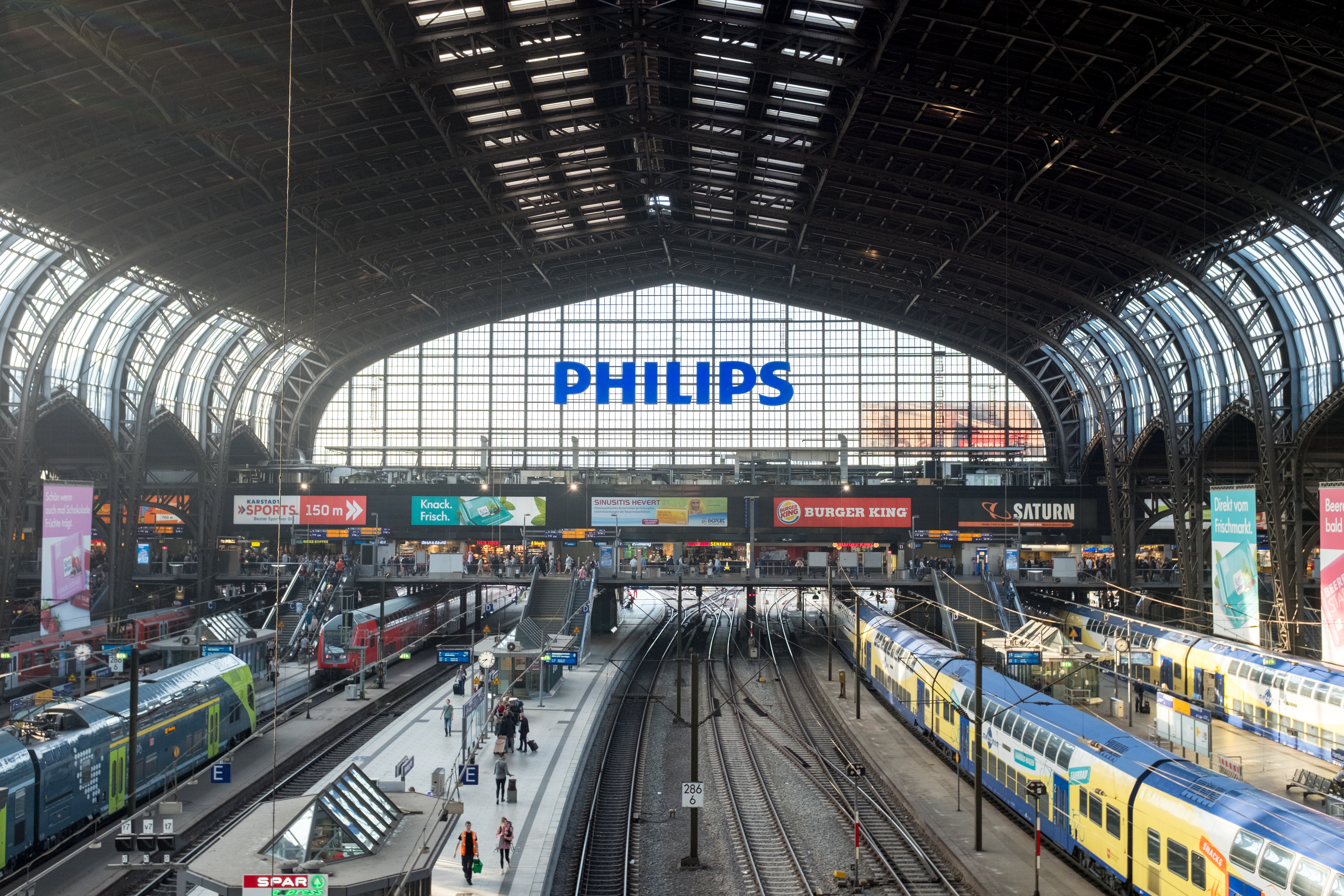
プラットフォーム
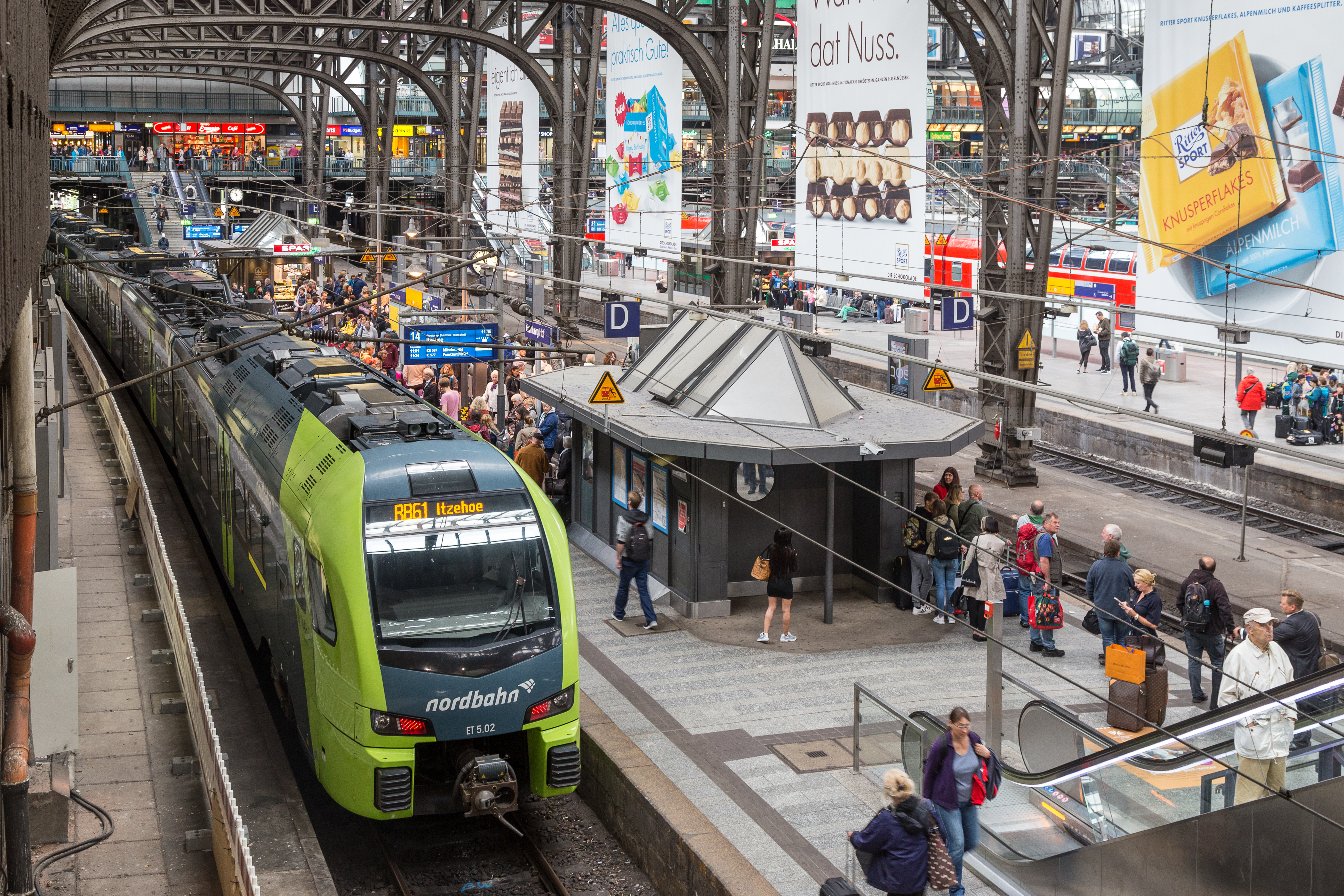
ノードバーンの車両
中央駅（茶色）と中央駅開業前のターミナル駅（青色）